# 361450 Houellebecq
361450 Houellebecq è un asteroide della fascia principale. Scoperto nel 2007, presenta un'orbita caratterizzata da un semiasse maggiore pari a 3,0772785 UA e da un'eccentricità di 0,0419851, inclinata di 8,71604° rispetto all'eclittica.